# Baloži
Baloži ( výslovnost) je město v Lotyšsku nacházející se na území kraje Ķekava. Žije zde přibližně 6 800 obyvatel.